# Calanchi Pisciarello - Macchia Manes
Calanchi Pisciarello - Macchia Manes este o arie protejată (arie specială de conservare — SAC, sit de importanță comunitară — SCI) din Italia întinsă pe o suprafață de 523 ha, integral pe uscat.

## Localizare
Centrul sitului Calanchi Pisciarello - Macchia Manes este situat la coordonatele 41°52′53″N 14°54′05″E / 41.881389°N 14.901389°E.

## Înființare
Situl Calanchi Pisciarello - Macchia Manes a fost declarat sit de importanță comunitară în septembrie 1995 pentru a proteja 18 specii de animale. Situl a fost protejat și ca arie specială de conservare în decembrie 2018.

## Biodiversitate
Situată în ecoregiunea mediteraneană, aria protejată conține 2 habitate naturale: Tufărișuri halo-nitrofile (Pegano-Salsoletea), Pseudostepă cu ierburi și specii anuale de Thero-Brachypodietea.
La baza desemnării sitului se află mai multe specii protejate:
- păsări (14): pasărea ogorului (Burhinus oedicnemus), ciocârlie-cu-degete-scurte (Calandrella brachydactyla), erete de stuf (Circus aeruginosus), erete vânăt (Circus cyaneus), erete cenușiu (Circus pygargus), dumbrăveancă (Coracias garrulus), Falco biarmicus, ciocârlie de pădure (Lullula arborea), ciocârlie de bărăgan (Melanocorypha calandra), gaia neagră (Milvus migrans), gaia roșie (Milvus milvus), vultur pescar (Pandion haliaetus), viespar (Pernis apivorus), silvie de tufiș (Sylvia undata)
- mamifere (2): liliac comun (Myotis myotis), liliacul mediteranean cu potcoavă (Rhinolophus euryale)
- nevertebrate (1): Euplagia quadripunctaria
- reptile (1): țestoasă bănățeană (Testudo hermanni)

Pe lângă speciile protejate, pe teritoriul sitului au mai fost identificate 7 specii de plante.